# Göldner Márta
Solymosné Göldner Márta, S. Göldner Márta (Eger, 1927. március 13. – Baja, 2006. június 10.) festőművész.

## Életrajza
Középiskola után az akkor induló bajai Rudnay Gyula Szabad Akadémián tanult, s élete végéig büszke volt arra, hogy Rudnay tanítványa lehetett. Két nagyobb korszakra osztható életműve. Kezdetben főként portrékat festett. A Bajai Türr István múzeumban, férje oldalán kutatott és gyűjtött főként néprajzi témájú anyagot. Több publikációja is megjelent. Ekkor festőművészi tevékenysége háttérbe szorult. Nyugdíjba vonulása után ismét előtérbe került a festészet, de ekkor már főként pasztell virágképek, akvarell és akril tájképeket festett. Elsősorban a Baja környéki Dunát és mellékágait örökítette meg. Magyarországon kívül Jugoszláviában és Ausztriában is szerepelt kiállításokon. Az Orth am Donaui Halászati múzeum több halászatot ábrázoló festményét vásárolta meg.

## Család
Férje dr. Solymos Ede, lányai Zsellérné Solymos Márta, grafikus, Solymos Éva tanítónő, fejlesztő és gyógypedagógus.
Unokája Agócs Írisz képzőművész, könyvillusztrátor.

## Könyvei
- Asszonyélet Dávodon. Bajai Türr István Múzeum kiadványai 18. Baja, 1971.
- Kőhegyi Mihály-Solymosné Göldner Márta: Madaras története az őskortól az újratelepítés befejezéséig (1810). A bajai Türr István Múzeum kiadványai 22. Baja, 1975.